# Departamento de Transporte de California

El Departamento Californiano de Transporte o California Department of Transportation (Caltrans) es una Agencia del Gobierno del Estado de California, encargada del control de las autopistas del estado.